# Super Contra
Super Contra (スーパー魂斗羅 エイリアンの逆襲 Sūpā Kontora: Eirian no Gyakushū?, "Super Contra: The Alien Strikes Back") är ett Shoot 'em up av Konami som ursprungligen släpptes som ett arkadspel 1988.
Det var portat till Nintendo Entertainment System under den förkortade titeln Super C i Nordamerika och i Europa och Australien som Probotector II: Return of the Evil Forces. Det är uppföljaren till den ursprungliga Contra och en del av Contra-serien. Spelhjältarna Bill Rizer och Lance Bean skickas för att motverka ännu en invasion av utomjordingar. Både arkadversionen och NES-versionen har publicerats på flera andra plattformar sedan deras ursprungliga utgåvor.
Det finns även en mycket välkänd kod som släpptes tillsammans med Contra, som Konami använt i många av sina spel varför den blivit känd under namnet Konamikoden. Denna kod skapades av Kazuhisa Hashimoto under spelutvecklingen av Gradius. Koden gav spelaren 27 extra liv. Konamikoden är följande: Upp, upp, ner, ner, vänster, höger, vänster, höger, B, A, Start.